# Кафар-заде, Султан Асадулла оглы
Султан Асадулла оглы Кафар-заде (1908, Баку — 1955, Баку) — советский и азербайджанский государственный и партийный деятель.

## Биография
Член ВКП(б) с 1927 года.
В 1939—1954 гг. — 1-й секретарь Октябрьского районного комитета, 3-й секретарь Бакинского городского комитета, 1-й секретарь Кировабадского городского комитета КП(б) Азербайджана, секретарь ЦК КП(б) Азербайджана, секретарь ЦК КП(б) Азербайджана по кадрам, председатель Верховного Совета Азербайджанской ССР, секретарь ЦК КП(б) Азербайджана.
Избирался депутатом Верховного Совета СССР 2-го и 3-го созывов.